# Tetraogallus caspius
Il tetraogallo del Caspio (Tetraogallus caspius (S.G.Gmelin, 1784)) è un uccello galliforme della famiglia dei Fasianidi.

## Descrizione

### Dimensioni
Misura 55-61 cm di lunghezza ed ha un'apertura alare di 95-105 cm; il peso è di 2500-2684 g nei maschi e di 1800-2344 g nelle femmine.

### Aspetto
I tetraogalli sono delle pernici molto grosse diffuse in regioni di alta montagna. Nella regione del Caucaso ne esistono due specie: il tetraogallo del Caucaso e il tetraogallo del Caspio, ma i loro areali non si sovrappongono mai. Quest'ultimo ha l'aspetto generale di una grossa pernice grigiastra con sotto-caudali bianche, spesso visibili in quanto l'uccello solleva spesso la coda quando cammina. Rispetto al tetraogallo del Caucaso, quello del Caspio è di un grigio più chiaro, sfumato di camoscio sulle parti inferiori, con un disegno facciale meno contrastante, senza macchia rossa sulla nuca, senza macchie rosse meno distinte sui fianchi e il petto debolmente punteggiato di scuro e non «squamoso» come quello del tetraogallo del Caucaso, nel quale il disegno a squame si estende anche sulla mantellina. In volo, il disegno dell'ala è simile per entrambe le specie, ma il tetraogallo del Caspio ha l'estremità delle primarie più scura, il che crea un contrasto più evidente con la loro base, che è bianca. Il chukar è la sola specie con cui è possibile una qualche confusione, ma questo è molto più piccolo e più marrone, con la coda di colore rosso vivo. Inoltre il chukar ha le sotto-caudali di colore cannella chiaro, la gola bianca meglio delineata e barre verticali scure sui fianchi.

## Biologia
Il tetraogallo del Caspio presenta abitudini e comportamento molto simili a quelli di un altro tetraogallo, soprattutto per quanto riguarda il richiamo. Segnala generalmente la sua presenza prima di mostrarsi con un fischio chiaro, udibile anche da lontano, molto simile a quello del chiurlo maggiore, ma più dolce e più lungo. Vola lungo i versanti delle montagne o sopra i burroni, generalmente planando verso il basso con dei battiti d'ala. Timido e prudente, per fuggire preferisce risalire il pendio camminando o correndo piuttosto che alzarsi in volo. I principali predatori dei tetraogalli sono i grandi rapaci, le volpi, i tassi, che attaccano i nidiacei, e i cani da pastore.

### Alimentazione
È vegetariano e si nutre di piante erbacee che preleva nei prati alpini. In inverno, entra in competizione con capre e pecore, soprattutto quando le risorse alimentari sono più scarse a causa delle difficili condizioni climatiche o di uno spesso strato di neve che ricopre il suolo.

### Riproduzione
L'inizio del periodo della nidificazione può essere molto variabile. Esso dipende essenzialmente dalle condizioni concrete di abitabilità, in particolare dallo stato di sviluppo della vegetazione legato alle condizioni climatiche di alta montagna. In condizioni favorevoli, la nidificazione ha luogo in aprile-maggio, ma in caso di circostanze difficili essa può essere rinviata agli inizi di giugno. Generalmente una covata comprende dalle 5 alle 8 uova, raramente fino a 12. L'incubazione non supera i 28 giorni.

## Distribuzione e habitat
Il tetraogallo del Caspio è una specie localmente comune. Predilige in particolar modo i pascoli erbosi inaccessibili con affioramenti rocciosi, burroni e scarpate ad altitudini comprese tra i 2000 e i 4000 metri (al di sopra dei 2500 metri in estate). Evita le vaste aree ricoperte di neve. In inverno, a seconda delle condizioni atmosferiche, può spostarsi verso quote inferiori. È raro o assente nei prati sfruttati intensamente dal pascolare delle pecore. Il suo areale ricopre l'estremità nord-occidentale dell'Iran, le propaggini meridionali del Caucaso in Nakhchivan e Armenia, e la Turchia orientale, dove il numero di esemplari è probabilmente più elevato di quanto suggeriscono generalmente le stime effettuate.

## Tassonomia
Ne vengono riconosciute tre sottospecie:
- T. c. tauricus Dresser, 1876, diffusa nelle regioni meridionali e orientali della Turchia e nell'Armenia occidentale;

- T. c. caspius (S. G. Gmelin, 1784), la sottospecie nominale, quella dall'areale più esteso, che va dall'Armenia centrale al Turkmenistan;

- T. c. semenowtianschanskii Zarudny, 1908, endemica dei monti Zagros (Iran sud-occidentale).